# The Economist
„Економист“ (енгл. The Economist) је британски недељник намењен пословним људима, који се бави спољном политиком, на енглеском језику у власништву компаније Економист њузпејпер Лтд. који од 1843. излази и уређује се у Лондону. Стално издавање почео је оснивач Џејмс Вилсон у септембру 1843. Због историјских разлога, „Економист“ себе реферише као новине, али свако штамапно издање се појављује на мањем сјајном папиру као код новинског магазина, а и „Екокономистов“ званични Јутјуб канал назван је „Економист магазин“. Продаван је и изван граница Уједињеног Краљевства и сматран је једним од најутицајних и најчитанијих специјализованих листова. У 2006-ој је пријављено да је његов просечни недељни тираж био 1,5 милиона примерака, од чега је више од половине продато у Сједињеним Државама. Доноси информације из области економије и политике на нивоу целог света.
Издање припада Економист групи, од чега половина припада Пирсон ПЛЦ-у преко „Фајненшл тајмса“. Групи независних акционара, укључујући и многе чланове особља и Ротшилд банкарску породицу Енглеске, припада остатак. Одбор повереника званично бира уређивача који не може бити отклоњен без његове дозволе. Око две трећине од 75 особља журналиста је из Лондона, иако „Економист“ тематски има глобални обим и глобално се истиче.
„Економист“ тврди да „није економска хроника“. Него пре има за циљ „учествовање у више надметања међу интелигенцијом, што гура напред, и отклањање безвредног, бојажљивог незнања које опструише наш напредак“. Како наводе уредници, потребан је уреднички став о класичном и економском либерализму који подржава слободну трговину, глобализацију, слободну имиграцију, социјално либералне циљеве (као што су подржавање признања истополних бракова).
Магазин циља високо образоване читаоце и публику од којих су многи важни руководиоци или креатори политике. Неки од „Економистових“ читалаца купују и елитне и масовне медије. Извршни директор новина описао је скорашње глобалне промене, које су први пут примећене 1990-их, а убрзане с почетком 21. века, као „ново доба масовне интелигнеције“.

## Задатак и улога
На страни садржаја сваког магазина је „Економистова“ 'изјава о улози организације је написана у курзиву. Говори се да је ‘Економист’ први пут објављен у септембру 1843. да треба да има улогу у „више надметања међу интелигнецијом, што гура напред, и отклањање безвредног, бојажљивог игнорисања које опструише наш напредак“.'

## Историја
Економист је основао британски пословни човек и банкар Џејмс Вилсон 1843. да би убрзао укидање Корнових закона, система извозних тарифа. На проспектима за новине, од 5. августа 1843. одређено је 13 области покривености на које су уређивачи желели да се фокусирају:
1. Првобитни уводни чланци, у којима би принципи слободне трговине били најригорозније примењивани на сва битна питања дана.
2. Чланци који се односе на неку практичну, комерцијалну, пољопривредну или страну тематику од пролазећег интереса, као што су дипломатски споразуми.
3. Чланак о елементарним принципима политичке економије, примењен на практично искуство, покривајући законе о ценама, зарадама, изднајмљивању, размени, царини и опорезивању.
4. Парламентарне извештаје, са посебним фокусом на трговање, пољопривреду и слободну трговину.
5. Извештаји и искази популарних покрета који заговарају слободну трговину.
6. Опште вести са Суда Светог Џејмса, Метрополиса, провинција, Шкотске и Ирске.
7. Комерцијалне теме као што су промене у фискалним регулацијама, државни проспекти тржишта, извози и увози, стране вести, државне производне области, белешке о новим важним механичким побољшањима, бродарске вести, тржиште новца, као и напредак у железницама и јавним компанијама.
8. Пољопривредне теме, укључујући примену геологије и хемије; белешке о новим и побољшаним алаткама, државне њиве, тржишта, цене, страна тржишта и цене пребачене у британски новац; с времена на време, до неких детаља, планови вршени у Белгији, Швајцарској и другим боље култивисаним земљама.
9. Колонијалне и стране теме, укључујући слободну трговину, производњу, политичке и фискалне промене, и друге теме, укључујући приказивање штетности забрана и економске протекције, као и предности међусобне повезаности и трговине.
10. Правни извештаји, ограничени углавном на области важним за трговину, производњу и пољопривреду.
11. Књиге, ограничене углавном, али не и искључуво на трговину, производњу, пољопривреду и укључујући све уговоре о политичкој економији, финансији и опорезивању.
12. Комерцијалне газете, са ценама и статистикама недеље.
13. Писма и преписка од читалаца новинског магазина.

### Некадашњи уредници
Уредници „Економиста“ су били:
- Џејмс Вилсон 1843–1857 (Херберт Спенсер је био подуредник од 1848. до 1853)
- Ричард Холт Хатон 1857–1861[16]
- Волтер Баџот, 1861–1877[17]
- Денијел Конер Летбери, 1877–1881
- Инглис Палгрејв, 1877–1883
- Едвард Џонстон, 1883–1907
- Френсис Вригли Херст, 1907–1916
- Хартли Витерс, 1916–1921
- Сер Волер Лејтон, 1922–1938
- Џефри Краутер, 1938–1956
- Доналд Тајерман, 1956–1965
- Сер Алистер Бернет, 1965–1974
- Ендру Најт, 1974–1986
- Раперт Пенант-Рај, 1986–1993
- Бил Емот, 1993–2006
- Џон Миклтхвејт, од 2006–тренутно

## Становишта
Када је основан овај магазин, термин „економизам” означавао је оно што би се данас називало „економски либерализам”. Економист генерално подржава слободну трговину, глобализацију и слободну имиграцију. Активиста и новинар Џорџ Монбиот описао је то као неолиберализам уз повремено прихватање предлога кејновске економије кад се сматрају „разумнијим”. Овај новински часопис фаворизује угљенични порез ради борбе против глобалног загревања. Према једном бившем уреднику, Билу Емоту, „Економистова филозофија је одувек била либерална, а не конзервативна”. Индивидуални сарадници заузимају различите ставове. Економист фаворизује подршку банака и других важних корпорација, путем централних банака. Овај принцип се може, у много ограниченијем облику, пратити до Волтера Багехота, трећег уредника часописа, који је тврдио да Банка Енглеске треба да подржи велике банке које су се нашле у тешкоћама. Карл Маркс је сматрао да је Економист „европски орган” „финансијске аристократије”.
Овај часопис је такође подржао либералне иницијативе по социјалним питањима као што су признавање хомосексуалних бракова, легализација дрога, критика америчког пореског модела, и подржавао је поједине владине уредбе о здравственим питањима, попут пушења на јавним местима, као и забрану ударања деце. Економист конзистентно фаворизује гостујуће радничке програме, родитељски избор школе, и амнестије и једном је објављена „посмртницу” Бога. Економист такође има дугогодишњу традицију подршке контроле ватреног оружја.